# Liste der Gebietsänderungen in Mecklenburg-Vorpommern von 2010 bis 2014
Die Liste der Gebietsänderungen in Mecklenburg-Vorpommern von 2010 bis 2014 enthält wichtige Änderungen der Gemeindegebiete des Landes Mecklenburg-Vorpommern in der Zeit vom 1. Januar 2010 bis zum 31. Dezember 2014. Dazu zählen unter anderem Zusammenschlüsse und Trennungen von Gemeinden, Eingliederungen von Gemeinden in eine andere, Änderungen des Gemeindenamens und größere Umgliederungen von Teilen einer Gemeinde in eine andere.

## Legende
- Datum: juristisches Wirkungsdatum der Gebietsänderung
- Gemeinde vor der Änderung: Gemeinde vor der Gebietsänderung
- Maßnahme: Art der Änderung
- Gemeinde nach der Änderung: Gemeinde nach der Gebietsänderung
- Landkreis: Landkreis der Gemeinde nach der Gebietsänderung

Die Sortierung erfolgt chronologisch: Datum, kreisfreie Städte, Landkreise, aufnehmende oder neu gebildete Gemeinde. Heute noch bestehende Gemeinden sind farbig unterlegt.

## Liste
| Datum      | Gemeinde vor der Änderung | Maßnahme | Gemeinde nach der Änderung | Landkreis |
| ---------- | --- | --- | --- | --- |
| 01.01.2010 | Jaebetz | Eingliederung | Fincken | Müritz |
| 01.01.2011 | Hanshagen | Eingliederung | Upahl | Nordwestmecklenburg |
| 01.01.2010 | Pelsin | Eingliederung | Anklam | Ostvorpommern |
| 01.01.2010 | Lüssow | Eingliederung | Gützkow | Ostvorpommern |
| 01.01.2011 | Klein Lukow | Eingliederung | Penzlin | Müritz |
| 01.01.2011 | Wessin | Eingliederung | Crivitz | Parchim |
| 01.01.2011 | Karow | Eingliederung | Plau am See | Parchim |
| 01.01.2011 | Thesenvitz | Eingliederung | Bergen auf Rügen | Rügen |
| 01.01.2011 | Wietstock | Eingliederung | Altwigshagen | Uecker-Randow |
| 01.07.2011 | Köchelstorf Wedendorf | Zusammenschluss | Wedendorfersee | Nordwestmecklenburg |
| 01.07.2011 | Göhren | Eingliederung | Tramm | Parchim |
| 04.09.2011 | Kreisneugliederung 12 Landkreise, 6 kreisfreie Städte → 6 Landkreise, 2 kreisfreie Städte | Kreisneugliederung 12 Landkreise, 6 kreisfreie Städte → 6 Landkreise, 2 kreisfreie Städte | Kreisneugliederung 12 Landkreise, 6 kreisfreie Städte → 6 Landkreise, 2 kreisfreie Städte | Kreisneugliederung 12 Landkreise, 6 kreisfreie Städte → 6 Landkreise, 2 kreisfreie Städte |
| 07.09.2011 | Namensänderung des Landkreises Südwestmecklenburg in Landkreis Ludwigslust-Parchim Namensänderung des Landkreises Mittleres Mecklenburg in Landkreis Rostock Namensänderung des Landkreises Südvorpommern in Landkreis Vorpommern-Greifswald Namensänderung des Landkreises Nordvorpommern in Landkreis Vorpommern-Rügen | Namensänderung des Landkreises Südwestmecklenburg in Landkreis Ludwigslust-Parchim Namensänderung des Landkreises Mittleres Mecklenburg in Landkreis Rostock Namensänderung des Landkreises Südvorpommern in Landkreis Vorpommern-Greifswald Namensänderung des Landkreises Nordvorpommern in Landkreis Vorpommern-Rügen | Namensänderung des Landkreises Südwestmecklenburg in Landkreis Ludwigslust-Parchim Namensänderung des Landkreises Mittleres Mecklenburg in Landkreis Rostock Namensänderung des Landkreises Südvorpommern in Landkreis Vorpommern-Greifswald Namensänderung des Landkreises Nordvorpommern in Landkreis Vorpommern-Rügen | Namensänderung des Landkreises Südwestmecklenburg in Landkreis Ludwigslust-Parchim Namensänderung des Landkreises Mittleres Mecklenburg in Landkreis Rostock Namensänderung des Landkreises Südvorpommern in Landkreis Vorpommern-Greifswald Namensänderung des Landkreises Nordvorpommern in Landkreis Vorpommern-Rügen |
| 01.01.2012 | Diestelow Wendisch Waren | Eingliederung | Goldberg | Ludwigslust-Parchim |
| 01.01.2012 | Grebbin Herzberg | Zusammenschluss | Obere Warnow | Ludwigslust-Parchim |
| 01.01.2012 | Godern | Eingliederung | Pinnow | Ludwigslust-Parchim |
| 01.01.2012 | Groß Niendorf | Eingliederung | Zölkow | Ludwigslust-Parchim |
| 01.01.2012 | Groß Dratow Schloen | Zusammenschluss | Dratow-Schloen | Mecklenburgische Seenplatte |
| 01.01.2012 | Krukow Lapitz Puchow | Zusammenschluss | Kuckssee | Mecklenburgische Seenplatte |
| 01.01.2012 | Groß Gievitz Hinrichshagen Lansen-Schönau | Zusammenschluss | Peenehagen | Mecklenburgische Seenplatte |
| 01.01.2012 | Mallin | Eingliederung | Penzlin | Mecklenburgische Seenplatte |
| 01.01.2012 | Mandelshagen | Eingliederung | Blankenhagen | Rostock |
| 01.01.2012 | Putzar | Eingliederung | Boldekow | Vorpommern-Greifswald |
| 01.01.2012 | Neuendorf A | Eingliederung | Ducherow | Vorpommern-Greifswald |
| 01.01.2012 | Blumenhagen Klein Luckow | Eingliederung | Jatznick | Vorpommern-Greifswald |
| 01.01.2012 | Damerow Züsedom | Eingliederung | Rollwitz | Vorpommern-Greifswald |
| 01.01.2012 | Neuendorf B | Eingliederung | Spantekow | Vorpommern-Greifswald |
| 01.01.2012 | Buddenhagen Hohendorf | Eingliederung | Wolgast | Vorpommern-Greifswald |
| 01.01.2013 | Vielist | Eingliederung | Grabowhöfe | Mecklenburgische Seenplatte |
| 01.01.2013 | Schwinkendorf | Eingliederung | Moltzow | Mecklenburgische Seenplatte |
| 01.01.2013 | Steinfeld | Eingliederung | Broderstorf | Rostock |
| 01.01.2014 | Karbow-Vietlübbe Wahlstorf | Zusammenschluss | Gehlsbach | Ludwigslust-Parchim |
| 01.01.2014 | Dratow-Schloen | Namensänderung | Schloen-Dratow | Mecklenburgische Seenplatte |
| 01.01.2014 | Liepen Neetzow | Zusammenschluss | Neetzow-Liepen | Vorpommern-Greifswald |
| 01.01.2014 | Bartelshagen II b. Barth | Eingliederung | Saal | Vorpommern-Rügen |
| 25.05.2014 | Severin | Eingliederung | Domsühl | Ludwigslust-Parchim |
| 25.05.2014 | Buchberg Ganzlin Wendisch Priborn | Zusammenschluss | Ganzlin | Ludwigslust-Parchim |
| 25.05.2014 | Lutheran | Eingliederung | Lübz | Ludwigslust-Parchim |
| 25.05.2014 | Damm | Eingliederung | Parchim | Ludwigslust-Parchim |
| 25.05.2014 | Körchow Lehsen | Eingliederung | Wittenburg | Ludwigslust-Parchim |
| 25.05.2014 | Cammin | Eingliederung | Burg Stargard | Mecklenburgische Seenplatte |
| 25.05.2014 | Eichhorst Glienke | Eingliederung | Friedland | Mecklenburgische Seenplatte |
| 25.05.2014 | Roggentin | Eingliederung | Mirow | Mecklenburgische Seenplatte |
| 25.05.2014 | Helpt | Eingliederung | Woldegk | Mecklenburgische Seenplatte |
| 25.05.2014 | Nesow Vitense | Eingliederung | Rehna | Nordwestmecklenburg |
| 25.05.2014 | Börzow Mallentin Papenhusen | Zusammenschluss | Stepenitztal | Nordwestmecklenburg |
| 25.05.2014 | Langhagen | Eingliederung | Lalendorf | Rostock |
| 25.05.2014 | Kölzin | Eingliederung | Gützkow | Vorpommern-Greifswald |
| 25.05.2014 | Heinrichsruh Torgelow-Holländerei | Eingliederung | Torgelow | Vorpommern-Greifswald |
| 26.09.2014 | Stolpe | Namensänderung | Stolpe an der Peene | Vorpommern-Greifswald |